# Rue des Arts (Toulouse)
Pour les articles homonymes, voir Rue des Arts.
La rue des Arts (en occitan : carrièra dels Arts) est une voie de Toulouse, chef-lieu de la région Occitanie, dans le Midi de la France.

## Situation et accès

### Description

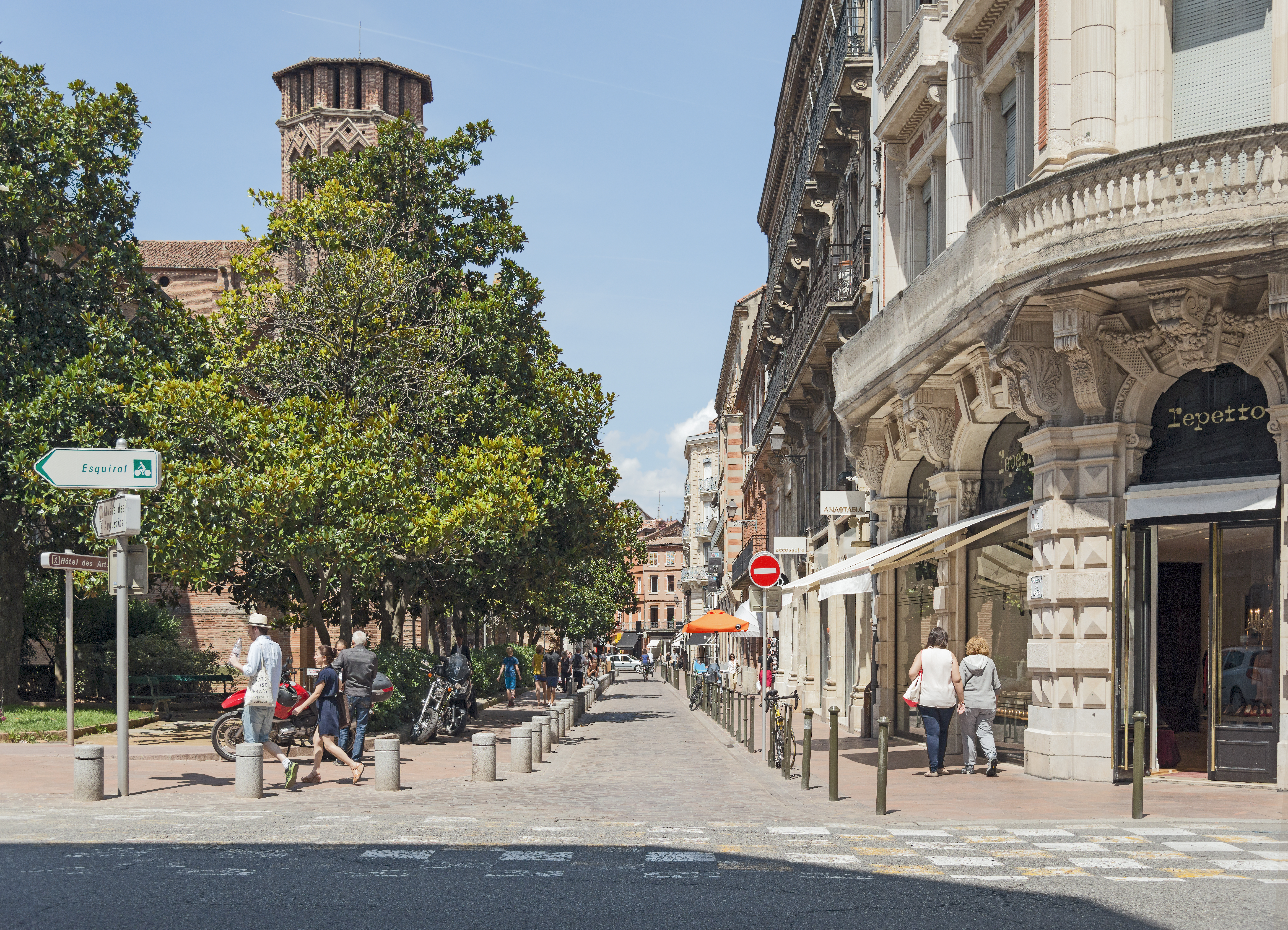
De la rue de Metz à la rue de la Pomme.

La rue des Arts est une voie publique. Elle traverse les quartiers Saint-Étienne et Saint-Georges.
Longue de 251 mètres, pratiquement rectiligne et d'orientation sud-nord, la rue des Arts naît au carrefour de la rue Croix-Baragnon, dans le prolongement des rues Tolosane et Mage qui, par la grande-rue Nazareth, permettent de rejoindre la place du Salin, au sud du centre-ville. La première partie de la rue, longue de 85 mètres jusqu'à la rue de Metz, a conservé l'étroitesse des rues médiévales et ne fait pas plus de 5 mètres de large dans certaines portions. Après avoir traversé la rue de Metz qui la coupe, son visage change, résultat des aménagements et des élargissements réalisés au XIXe siècle. Elle longe le petit square Édouard-Privat et le musée des Augustins. Au chevet de l'église des Augustins, elle reçoit à gauche la rue Antonin-Mercié et donne naissance à droite à la rue Cantegril. La rue des Arts se poursuit ensuite jusqu'au croisement de la rue de la Pomme, qui la prolonge au nord pour rejoindre la place du Capitole, et à l'est vers la place Saint-Georges.
La chaussée compte une voie de circulation automobile en sens unique, de la rue de la Pomme vers la rue Croix-Baragnon. Elle appartient à une zone de rencontre et la vitesse y est limitée à 20 km/h. Il n'existe pas de bande, ni de piste cyclable, quoiqu'elle soit en double-sens cyclable.

### Voies rencontrées
La rue des Arts rencontre les voies suivantes, dans l'ordre des numéros croissants (« g » indique que la rue se situe à gauche, « d » à droite) :
1. Rue Croix-Baragnon (g)
2. Rue de Metz
3. Rue Cantegril (d)
4. Rue Antonin-Mercié (g)
5. Rue de la Pomme

### Transports
La rue des Arts n'est pas directement desservie par les transports en commun. Elle se trouve cependant à proximité immédiate du parcours de la navette Ville, qui emprunte la rue Croix-Baragnon et la rue Boulbonne. Elle est également proche de la place Étienne-Esquirol, où se trouvent la station du même nom, sur la ligne de métro , ainsi que les arrêts de la ligne de bus 44. Plus au sud, sur la place des Carmes, se trouvent la station du même nom, sur la ligne de métro .
Les stations de vélos en libre-service VélôToulouse les plus proches sont la station no 10 (15 place Étienne-Esquirol) et la station no 25 (1 rue des Tourneurs).

## Odonymie
Au Moyen Âge, l'actuelle rue des Arts était divisée en deux parties. La première, de la rue Croix-Baragnon à la rue Cantegril, était connue dès le XIIIe siècle comme la rue des « Banniers » : carrièra dels Banoyes en occitan, carraria Baneriorum en latin médiéval. L'origine de ce mot est discutée et rappellerait soit les artisans vanniers, soit les fabricants de courtepointes et de couvertures (vana en occitan). Au XVIe siècle, elle prit le nom de rue des Augustins, tout comme les actuelles rues Peyras, Genty-Magre et Antonin-Mercié, car elle longeait à l'est les bâtiments du couvent des Augustins, installé en ce lieu depuis le XIVe siècle. La deuxième partie de la rue, de la rue Cantegril à la rue du Fourbastard, avait le nom, au XIVe siècle, de rue du Puits-des-Deux-Carres, c'est-à-dire « des deux rues » (carrièra en occitan), car un puits de ce nom se trouvait au croisement des actuelles rues de la Pomme et du Fourbastard. Au XVIe siècle, cette rue prit le nom de rue des Estagnères-Vieilles, car on y trouvait de nombreux artisans étameurs (estanhièro en occitan), fondeurs d'étain.
En 1794, pendant la Révolution française, les noms des rues furent modifiés et les deux rues des Augustins et des Estagnères-Vieilles furent réunies et renommées ensemble rue Le Niveau, en référence au « niveau national ». Elles perdirent cette appellation au bout de quelques mois et devinrent en 1796 la rue du Grand-Soleil, car une hôtellerie de ce nom se trouvait dans une des maisons (emplacement de l'actuel no 12), face à la rue de la Colombe (actuelle rue de Metz). En 1806, la rue prit finalement le nom de rue des Arts, après l'installation de l'École des beaux-arts dans une partie des bâtiments du couvent des Augustins, désormais désaffecté. Elle ne le perdit pas après 1892 et le départ de l'École pour ses nouveaux locaux du quai de la Daurade (ancien prieuré de la Daurade, actuel no 5),.

## Histoire

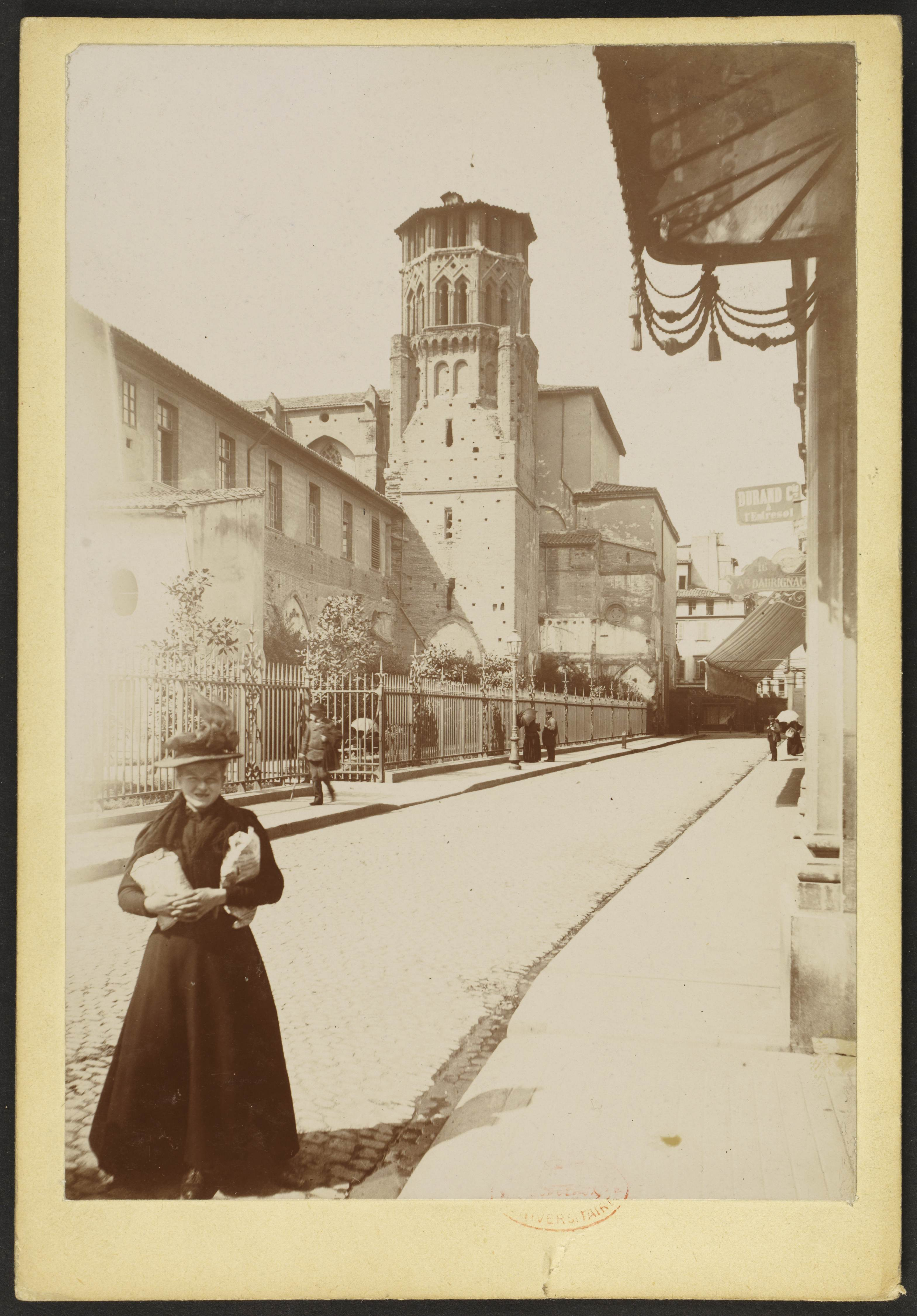
Le Couvent des Augustins de Toulouse, par Jean-Auguste Brutails (1886, université Bordeaux Montaigne).
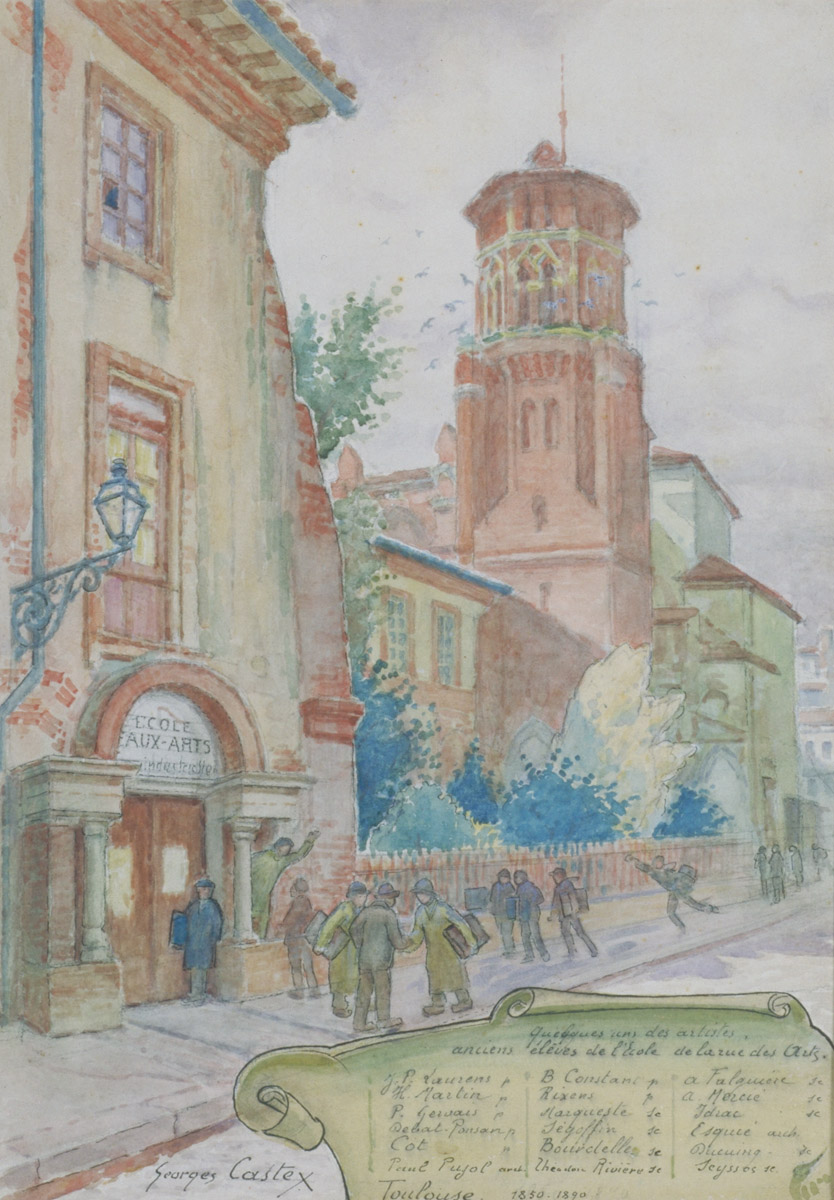
Porte de l'ancienne école des Beaux-Arts, rue des Arts, par Georges Castex (entre 1890 et 1892, Musée des Augustins).

## Patrimoine et lieux d'intérêt

### Couvent et musée des Augustins
Classé MH (1840, ancien couvent),  Classé MH (1840, aile XIXe siècle, y compris la cage d'escalier monumentale) et  Classé MH (2018, musée des Augustins en totalité).
Le couvent des Augustins est construit dans le style gothique méridional entre le XIVe siècle et le début du XVIe siècle. Le long de la rue des Arts s'élèvent la salle capitulaire et la chapelle Notre-Dame-de-Pitié, qui bordent le cloître à l'est, et l'église conventuelle. Les bâtiments, devenus biens nationaux à la Révolution française, sont affectés au Muséum du Midi de la République, ouvert en 1795. Il abrite aussi, de 1804 à 1892, l'École des beaux-arts de la ville, qui a donné son nom à la rue. L'actuel musée des Augustins, musée des beaux-arts de la ville de Toulouse, présente une collection de peintures et de sculptures du XIIe siècle au début du XXe siècle.

### Hôtels particuliers

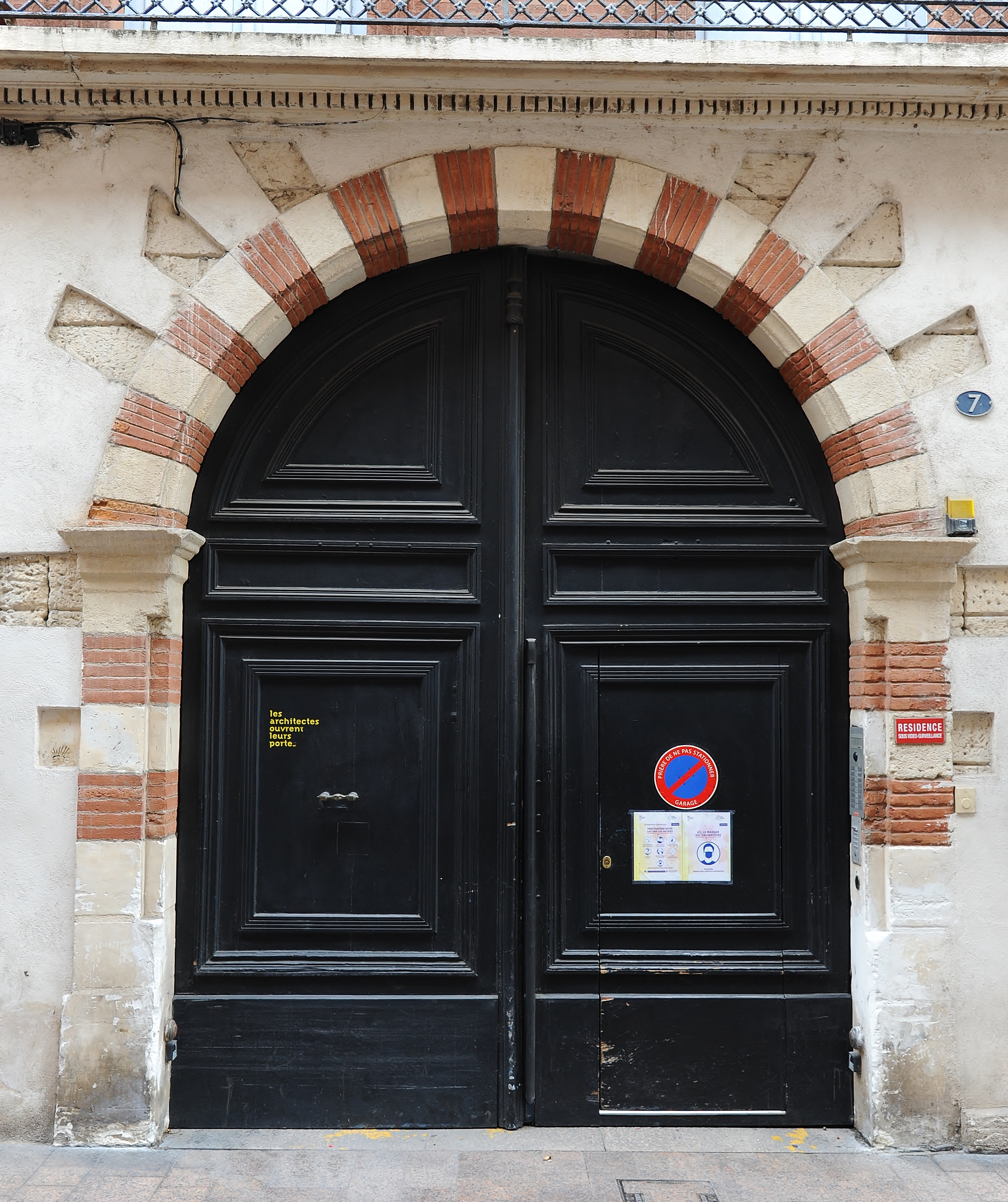
no 7 : portail de l'hôtel de Nolet.

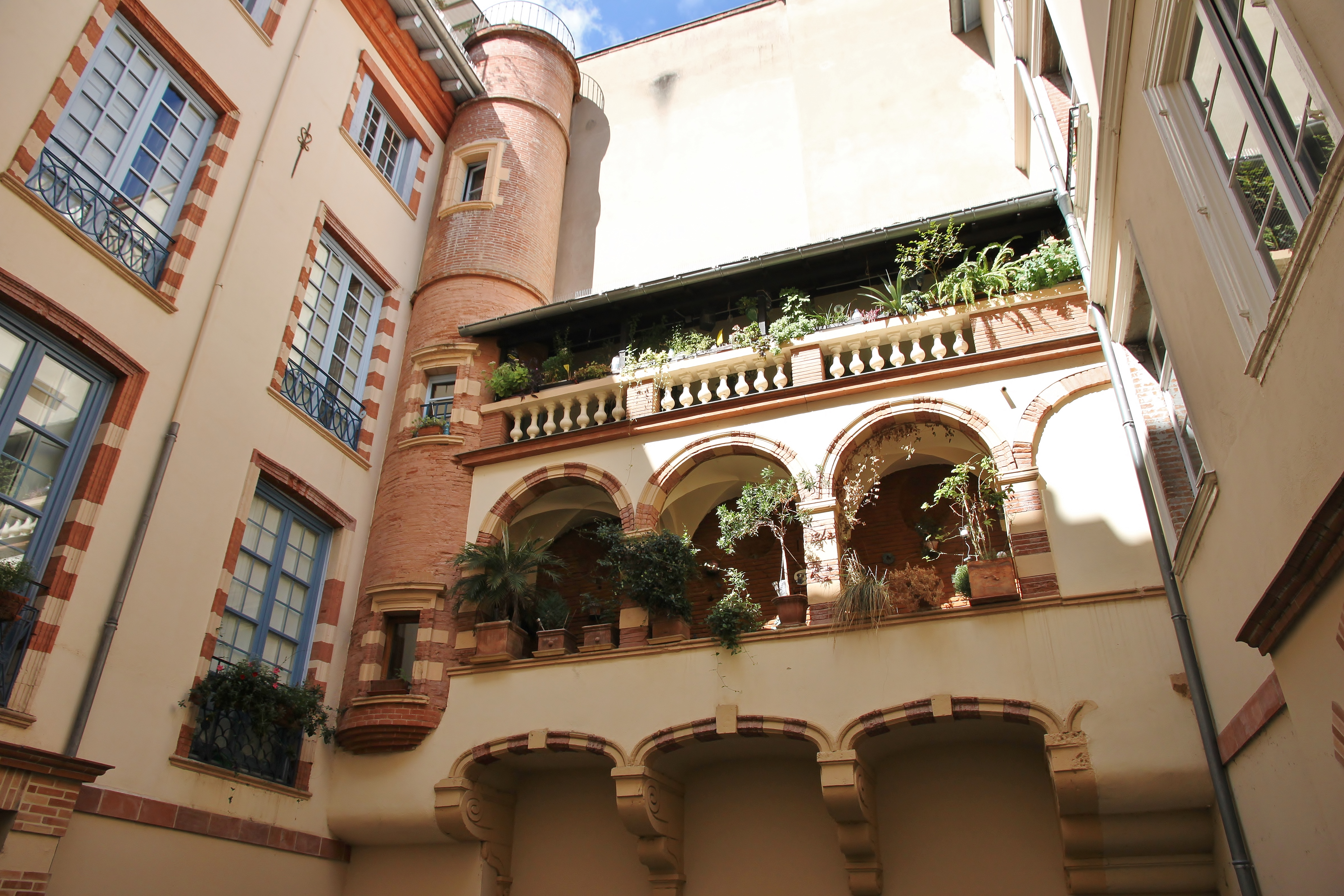
no 7 : galerie et tourelle dans la cour.

- no  7 : hôtel Nolet. 
Un premier hôtel particulier est construit en 1670 pour Bernard de Nolet, trésorier général au bureau des finances de Toulouse, mais il a été considérablement altéré au milieu du XIXe siècle : à partir de 1830, l'édifice accueille l'hôtel de voyageurs Baichère, un des plus importants établissements hôteliers de la ville sous le Second Empire. L'édifice comprend trois bâtiments séparés par deux cours. Au rez-de-chaussée de la façade sur la rue des Arts, la porte cochère en plein cintre, de style classique, dont l'encadrement présente une alternance de briques et de pierres, date de 1670. Les deux étages surmontés d'un étage de combles ont été réédifiés au milieu du XIXe siècle dans le style néo-classique. Les fenêtres des 1er et 2e étages sont rectangulaires et surmontées d'une corniche et ornées d'une frise en terre cuite. Le 1er étage est doté d'un balcon continu. Une large corniche à modillons sépare l'étage de comble. Dans la première cour, les élévations du logis de Nolet ont été en partie conservées : une galerie à arcades et une tourelle sont visibles[6].

- no  10 : hôtel Dupuy-Montaut. 
L'hôtel, de style classique, est construit après 1677 pour André Dupuy, seigneur de Montaut et conseiller au parlement de 1654 à 1681. Il s'élève sur trois étages, mais sa façade étroite en brique ne compte que trois travées. Le vaste portail en brique et pierre alternées, décentré à droite, est surmonté d'une imposante corniche. L'agrafe en pierre est ornée d'un blason portant la date de 1477 et surmonté d'un casque. Les étages sont percés de grandes fenêtres rectangulaires, surmontées d'une corniche et dont l'encadrement est également en brique et pierre alternées. Celles du 1er étage sont dotées de garde-corps en fer forgé à motifs géométriques et végétaux. Les fenêtres du 2e étage ont des balustres en pierre. Sur la cour, le rez-de-chaussée est occupé par une arcade de pierre en anse de panier, décorée de feuilles de laurier dans les écoinçons. Les fenêtres des étages sont rectangulaires et surmontées d'une corniche. Au fond de la cour se trouve une fenêtre à meneau, vestige de la maison de la famille Garrigia, au début du XVIIe siècle[7],[8].

- no  16 : hôtel Ramel. 
L'hôtel Ramel est construit à l'emplacement de l'ancienne hôtellerie de l'Ave Maria, occupée à partir du XVIIe siècle par le couvent des Dames d'Andouin.
L'édifice comprend plusieurs corps de bâtiment qui s'organisent autour d'une cour centrale. Le rez-de-chaussée est caractéristique des constructions de la fin du XVIIIe siècle. La façade de briques, traitées en bossage, repose sur un solin en pierre. L'élévation est symétrique : deux arcades en plein cintre encadrent une porte cochère rectangulaire, menant à un passage couvert. Les étages supérieurs, d'un style néo-classique, ont été remaniés dans le deuxième quart du XIXe siècle. Les fenêtres sont en plein cintre et des pilastres séparent les travées du 2e étage. La travée centrale est mise en valeur par des médaillons en terre cuite au 1er étage et des pilastres jumelés et couverts d'enduit au 2e étage. L'élévation est surmontée d'une corniche à denticules et oves, et couronnée d'une balustrade en terre cuite. Sur la cour, les élévations postérieure et latérales sont percées de fenêtres segmentaires et rectangulaires. En fond de cour, le corps de bâtiment en demi-cercle se développe sur un étage[9].

- no  17 : emplacement de l'hôtel Duranti. 
L'immeuble actuel est construit à la famille du XIXe siècle à l'emplacement de l'hôtel de la famille Durand (ou Duranti). Un hôtel particulier est acquis entre 1536 et 1538 par Antoine de Durand, qui le transmet après sa mort, en 1540, à ses fils. En 1561, il échoit à Jean-Étienne de Durand (dont le nom latinisé est Duranti), avocat au parlement, qui l'occupe jusqu'en 1582, date à laquelle il s'installe dans le vaste hôtel particulier qu'il se fait bâtir au pré Montardy (actuel hôtel Caulet-Rességuier, no 3 rue du Lieutenant-Colonel-Pélissier). L'hôtel de la rue des Arts passe par la suite au conseiller au parlement Jacques de Caulet, frère de la veuve de Duranti, Rose de Caulet[10].

### Immeubles et maisons

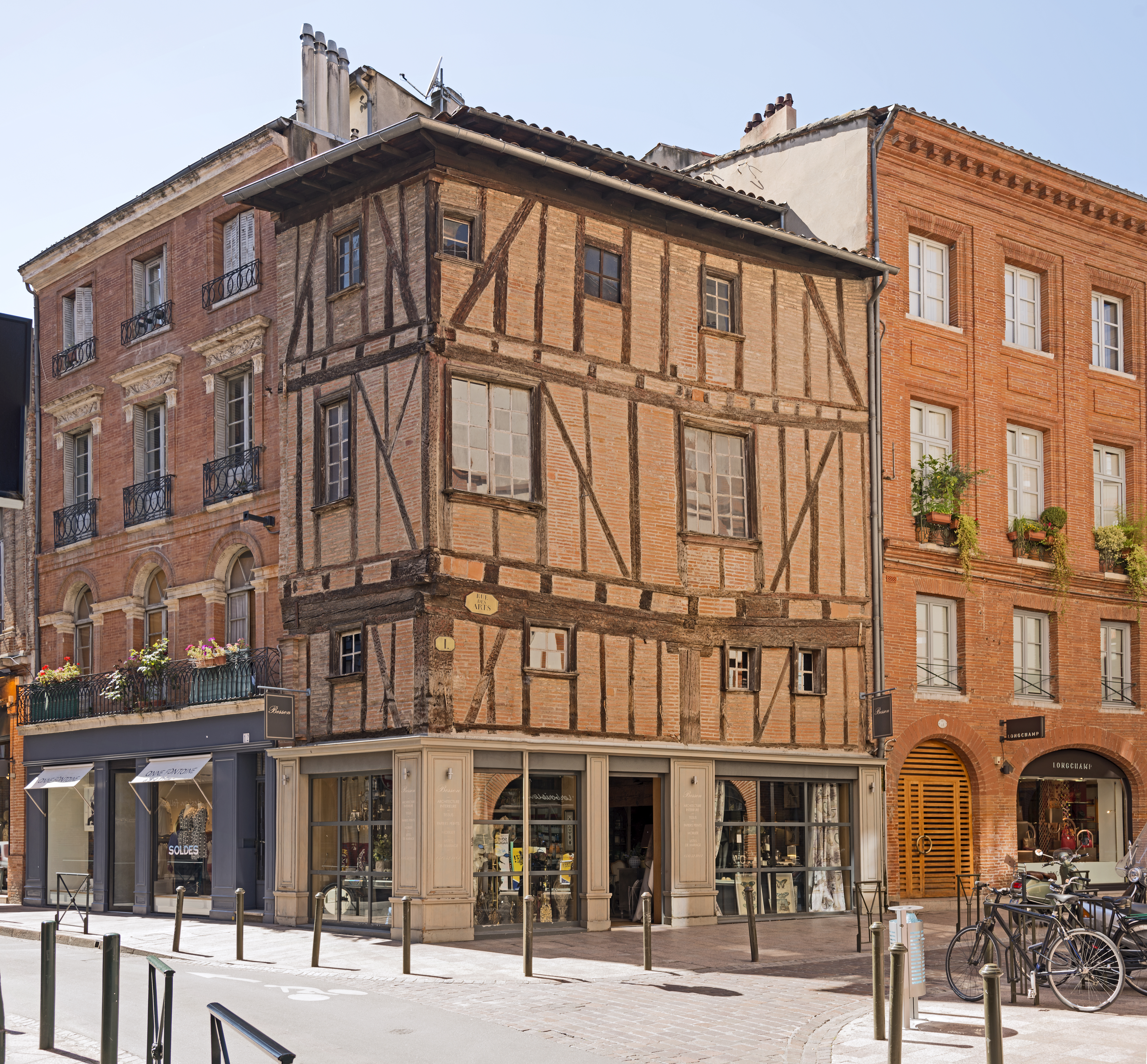
no 1 : maison en corondage à l'angle de la rue Croix-Baragnon.

- no  1 : maison. 
La maison se situe à l'angle des rues des Arts et Croix-Baragnon, mais sa façade principale, longue de deux travées, est bien sur la première. La façade en corondage est construite au XVIe ou au XVIIe siècle. Elle est en pan de bois à grille et décharge, hourdé de briques. Le poitrail en bois au-dessus de l'entresol est de longue portée et supporté par un système en T. L'assemblage des sablières de plancher, du poitrail et des sablières de chambrée, à l'angle de la maison, est particulièrement complexe[11].

- no  3 : immeuble. 
L'immeuble, d'un style classique sévère, date de la deuxième moitié du XVIIIe siècle. L'élévation à six travées est symétrique. Le rez-de-chaussée est formé de deux arcades en plein cintre qui encadrent deux arcades en anse de panier. Les fenêtres sont rectangulaires avec des appuis en pierre. Un important cordon mouluré sépare le 1er étage des autres niveaux. Les fenêtres des 2e et 3e étages ont un chambranle renfoncé et sont séparées par un motif de table. Les fenêtres du 2e étage sont protégées par de remarquables garde-corps aux motifs végétaux en fer forgé. Une corniche à modillon surmonte l'élévation[12].

- no  4 : immeuble. 
L'immeuble classique date de la première moitié du XVIIIe siècle. Les fenêtres du 1er étage ont un balconnet en pierre orné d'un garde-corps en fer forgé de style Régence[13].

- no  5 : immeuble. 
L'immeuble, de style classique, est construit dans la deuxième moitié du XVIIIe siècle, mais le 3e étage semble être une surélévation du siècle suivant. Les fenêtres des 1er et 3e étages sont pourvues de garde-corps en fer forgé aux motifs géométriques[14].

- no  12 : emplacement de l'hôtellerie du Grand-Soleil (XVIIe siècle). 
L'hôtellerie du Grand-Soleil, qui était établie dans la rue depuis le XVIIe siècle, a subsisté jusqu'au percement de la rue de Metz en 1899. Elle vit passer l'empereur Joseph II alors qu'il voyageait en France en 1777, et donna son nom à l'actuelle rue des Arts entre 1796 et 1806[15].

- no  14 : immeuble Ramel ; librairie Privat. 
L'immeuble Ramel, construit en 1862, ne comprend à ce moment-là qu'un rez-de-chaussée et un entresol. L'immeuble et l'hôtel voisin (no 16) sont légués par A. Ramel aux hospices civils de Toulouse en 1864. Il est surélevé de deux étages en 1900 suivant les plans dressés par l'architecte des hospices civils, Arthur Romestin. La longue façade de onze travées se développe sur un entresol et deux étages. Le rez-de-chaussée et l'entresol sont construits en pierre et des pilastres cannelés colossaux encadrent les baies. L'élévation des 1er et 2e étages, en brique claire, est recouverte de bossage et surmontée par une corniche moulurée. Un balcon filant court le long du 1er étage[9]

- no  15 : immeuble Calbairac. 
Une maison en corondage du XVIe siècle est démolie en 1910 et remplacée par un immeuble dessiné par l'architecte Jules Calbairac pour lui-même. Il s'agit du premier immeuble construit en béton armé à Toulouse, raison pour laquelle l'architecte fait appel à François Hennebique, qui vient d'implanter un de ses agences dans la ville. L'étroitesse de la parcelle – 20 mètres de long sur la rue des Arts, mais seulement 4 mètres sur la rue Antonin-Mercié – est une contrainte majeure pour Jules Calbairac. Le choix du béton armé, utilisé pour les façades et les planchers, lui permet de gagner de la place : les murs n'ont pas plus de 30 centimètres d'épaisseur, les planchers 15 centimètres. Malgré l'innovation du matériau, la mise en œuvre reste traditionnelle, d'un style éclectique simplement influencé par l'Art nouveau, le béton imitant un appareillage de pierre. La symétrie de la façade est soulignée par les deux oriels en bow-window, qui s'élèvent aux 2e et 3e étages de la première et de la dernière travée. Ils reposent sur des consoles en béton, dont les formes arrondies ont été galbées directement à la main. En 1935, Jules Calbairac dessine les plans de l'immeuble de son fils, contigu (actuel no 21 rue Antonin-Mercié). La façade est prolongée sur cette rue dans le même style[16],[17],[18].

- no  20 : consulat de Belgique. 
L'immeuble, construit en 1909 par l'architecte Paul Boreaud, a abrité le consulat de Belgique. Il est aujourd'hui occupé par une banque[19].

- no  22 : immeuble. 
L'immeuble se situe à l'angle de la rue des Arts et de la rue Cantegril. L'élévation de style néo-classique, datée du milieu du XIXe siècle, comporte trois travées. Le rez-de-chaussée présente de grandes ouvertures de boutiques et est recouvert de bossages. Les 1er et 2e étages sont embrassés par des pilastres colossaux, cannelés et couronnés de chapiteaux corinthiens, qui encadrent les fenêtres. Celles-ci sont dotées de balconnets en fonte ornés de motifs géométriques et sont surmontées de frises en terre cuite ornées de motifs végétaux. L'élévation est couronnée d'une corniche à denticules[20].

- no  32 : immeuble. 

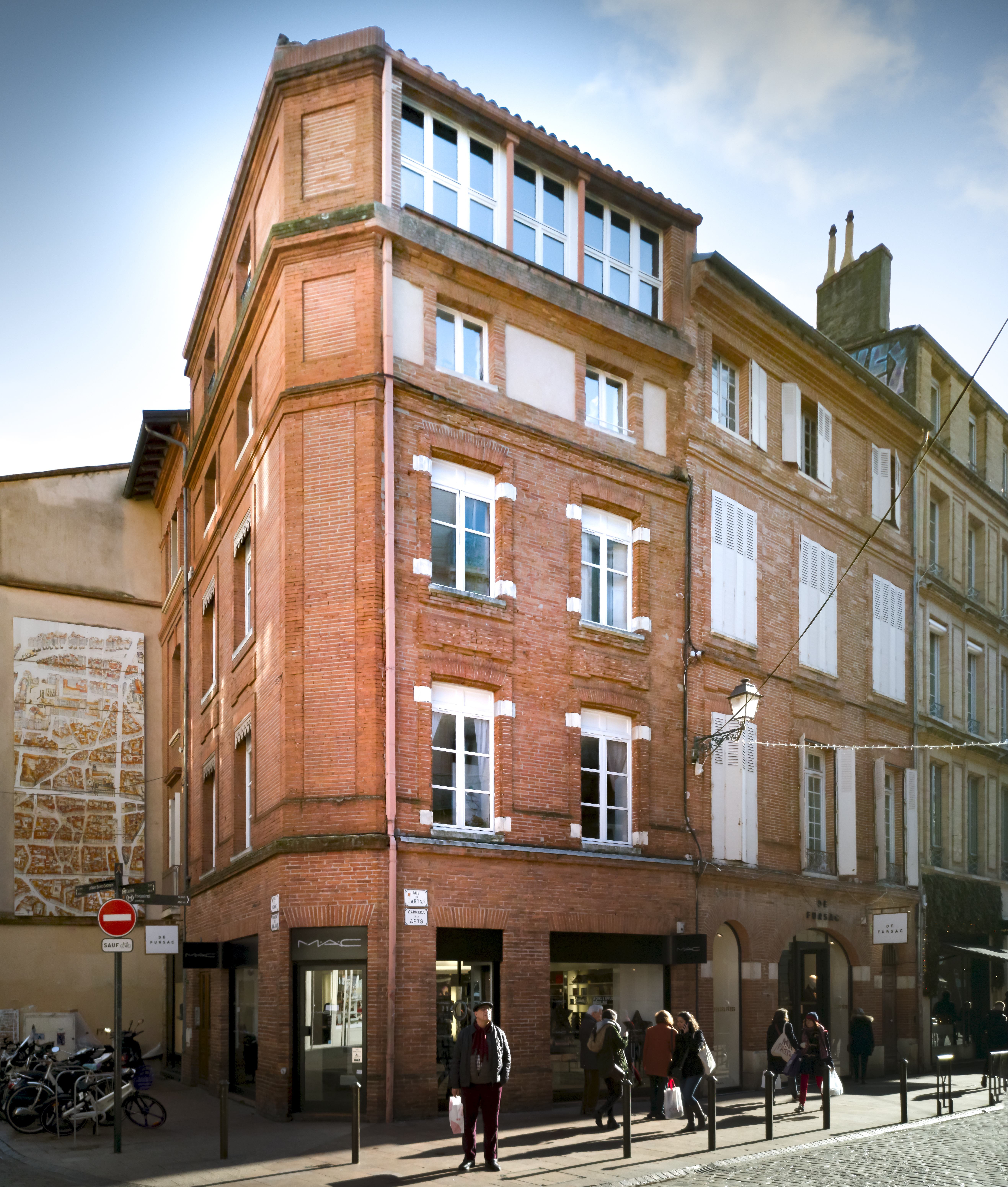
no 32 : maison natale de Dominique Dupuy.

L'immeuble, construit dans la deuxième moitié du XVIIIe siècle, s'élève à l'angle de la rue de la Pomme. Il se développe sur cinq niveaux : rez-de-chaussée, deux étages, un comble à surcroît et une surélévation. L'élévation sur la rue des Arts comprend deux travées. Le rez-de-chaussée se compose d'une ancienne ouverture de porte et d'une ouverture de boutique, toutes deux rectangulaires. Les étages sont percés de fenêtres rectangulaires pourvues d'une assise en pierre et de quatre pierres de gond. Des tables en relief se situent entre les fenêtres des deux étages. Le comble à surcroît, séparé par un important cordon, est percé de deux petites fenêtres carrées. Une surélévation du XXe siècle prend place au-dessus. La façade a été amputée d'une travée par les travaux d'élargissement de la rue de la Pomme et reconstruite en 1913 sur les plans de l'architecte Rocher[21].

### Œuvres publiques
- Statue de Velléda.
L'œuvre en marbre, due au sculpteur Laurent Marqueste, est présentée au Salon de 1877, puis achetée par l'État pour orner le jardin du Grand Rond, avant d'être déplacée dans le square des Augustins (actuel square Édouard-Privat), aménagé devant l'entrée du musée des Augustins, à l'angle de la rue des Arts. Elle en a été retirée en 2004. Le choix de Velléda, prophétesse germaine du Ier siècle, morte à Rome après avoir participé à un soulèvement des Bataves contre l'empereur romain Vespasien en 70, montre l'engouement à la fin du XIXe siècle pour les thèmes celtiques. Velléda est représentée accoudée à un rocher. Un voile lui couvre la moitié du corps. Le visage grave, elle porte une couronne de chêne sur les cheveux[22].

- Fontaine Xavier Darasse. 
En 1992, une fontaine, dessinée par l'architecte en chef des monuments historiques Bernard Voinchet, est aménagée contre le mur de l'église du couvent des Augustins, à l'angle de la rue Antonin-Mercié. Elle est dédiée à Xavier Darasse, organiste et compositeur toulousain[23]. Elle rappelle par ailleurs la présence ancienne d'un puits, connu comme le puits des Augustins, qui se trouvait au carrefour des rues[24].

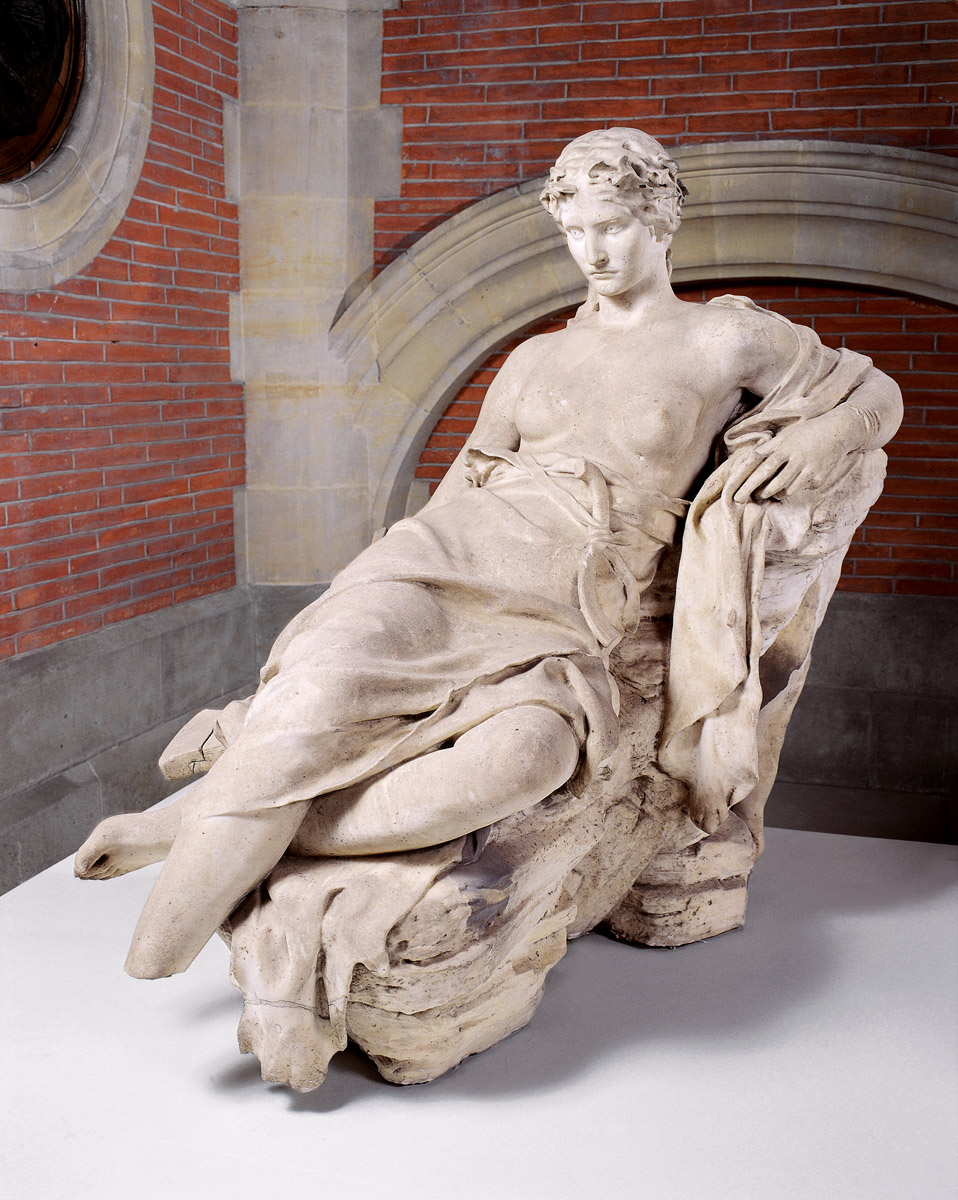
Statue de Velléda, par Laurent Marqueste (1877, musée des Augustins).
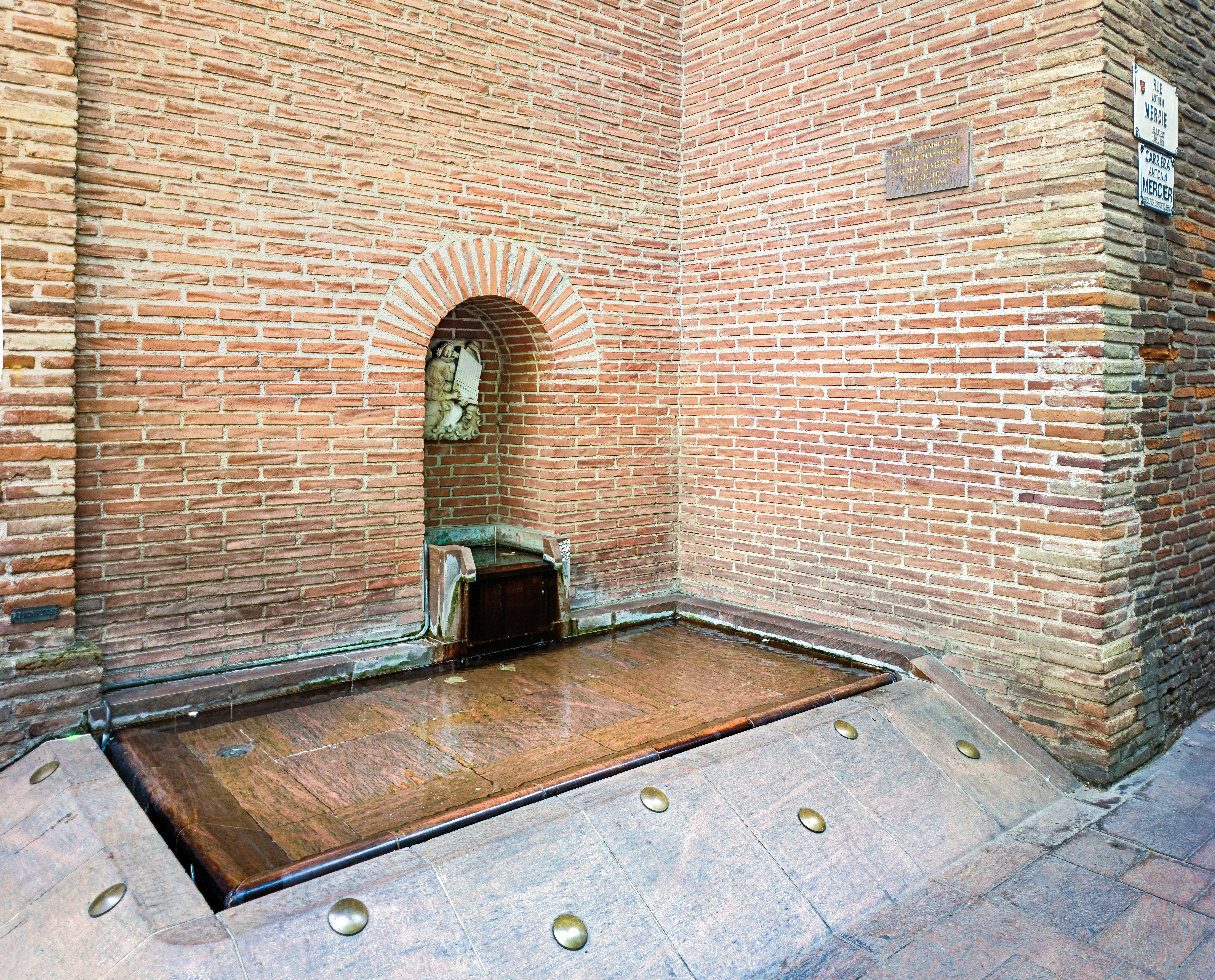
Fontaine Xavier Darasse (1992).

## Personnalités
- Nicolas Bachelier (1487-1556) et Marc Arcis (1652/1655-1739) : les deux sculpteurs ont vécu dans une maison en corondage, bâtie au XVIe siècle à l'angle de la rue Antonin-Mercié (emplacement de l'actuel no 15), le premier entre 1533 et 1534, le second entre 1704 et 1739[25].

- Dominique Dupuy (1767-1798) : fils du boulanger Jean Dupuy, établi en 1767 au no 32, le général est né dans la rue des Arts et mort en mort en Égypte[26].

#### Ouvrages généraux
- Jules Chalande, « Histoire des rues de Toulouse », Mémoires de l'Académie des Sciences et Belles-Lettres de Toulouse, 11e série, tome VIII, Toulouse, 1922, p. 122-131.
- Pierre Salies, Dictionnaire des rues de Toulouse, 2 vol., éd. Milan, Toulouse, 1989  (ISBN 978-2-8672-6354-5).
- Philippe Klein et Pierre Léoutre, Au cœur d'une histoire. Le quartier St-Étienne à Toulouse, éd. Books on Demand, Paris, 2012  (ISBN 978-2-8106-2290-0).

#### Ouvrages spécialisés
- Maurice Bastide, « Un exemple de reconstruction urbaine : Toulouse après l'incendie de 1463 », Annales du Midi, t. 80, no 86, 1968, p. 7-26.
- André Hermet, « L'École de charité des Dames d'Andouin à Toulouse », Archistra. Archives, histoire, traditions, no 81, Toulouse, 1987, p. 95-98.
- Geneviève Furnémont, Toulouse Art Nouveau. Période 1890-1920, coll. Les maîtres bâtisseurs toulousains, éd. Terrefort, Toulouse, 2019  (ISBN 978-2-9110-7540-7).
- Rémi Papillault (dir.), Laura Girard et Jean-Loup Marfaing, Guide d'architecture du XXe siècle en Midi toulousain, coll. « Architectures », Presses universitaires du Mirail, Toulouse, 2016  (ISBN 978-2-8107-0469-9).